# 1901 en cyclisme
| Années du cyclisme : 1898 - 1899 - 1900 - 1901 - 1902 - 1903 - 1904    |
| Décennies du cyclisme : 1870 - 1880 - 1890 - 1900 - 1910 - 1920 - 1930 |

Les faits marquants de l'année 1901 en cyclisme.

## Par mois

### Avril
- 7 avril : le Français Lucien Lesna gagne le Paris-Roubaix.

### Mai
5 mai le Français Lucien Lesna gagne Bordeaux-Paris pour la deuxième fois.

### Juin
30 juin : le Français Jean Fischer gagne Paris-Tours.

### Juillet
- 7 au 14 juillet : championnats du monde de cyclisme sur piste. Le Danois Thorvald Ellegard est champion du monde de vitesse professionnelle. Le Français Emile Maitrot est champion du monde de vitesse amateur.

### Octobre
13 octobre : le Belge Paul Burger devient champion de Belgique sur route.

## Principales naissances
- 10 janvier : Giuseppe Pancera, cycliste italien († 19 avril 1977).
- 12 janvier : Salvador Cardona, cycliste espagnol († 15 janvier 1985).
- 24 mai : Antoine Mazairac, cycliste français († 11 septembre 1966).